# True Fruits
Die True Fruits GmbH (Eigenschreibweise: true fruits) ist ein 2006 gegründeter, in Bonn ansässiger Anbieter von Smoothies, Ingwershots und weiteren Shots. Das Unternehmen popularisierte den Smoothie in Deutschland und gilt als deutscher Marktführer bei dem Getränk.

## Unternehmensgeschichte

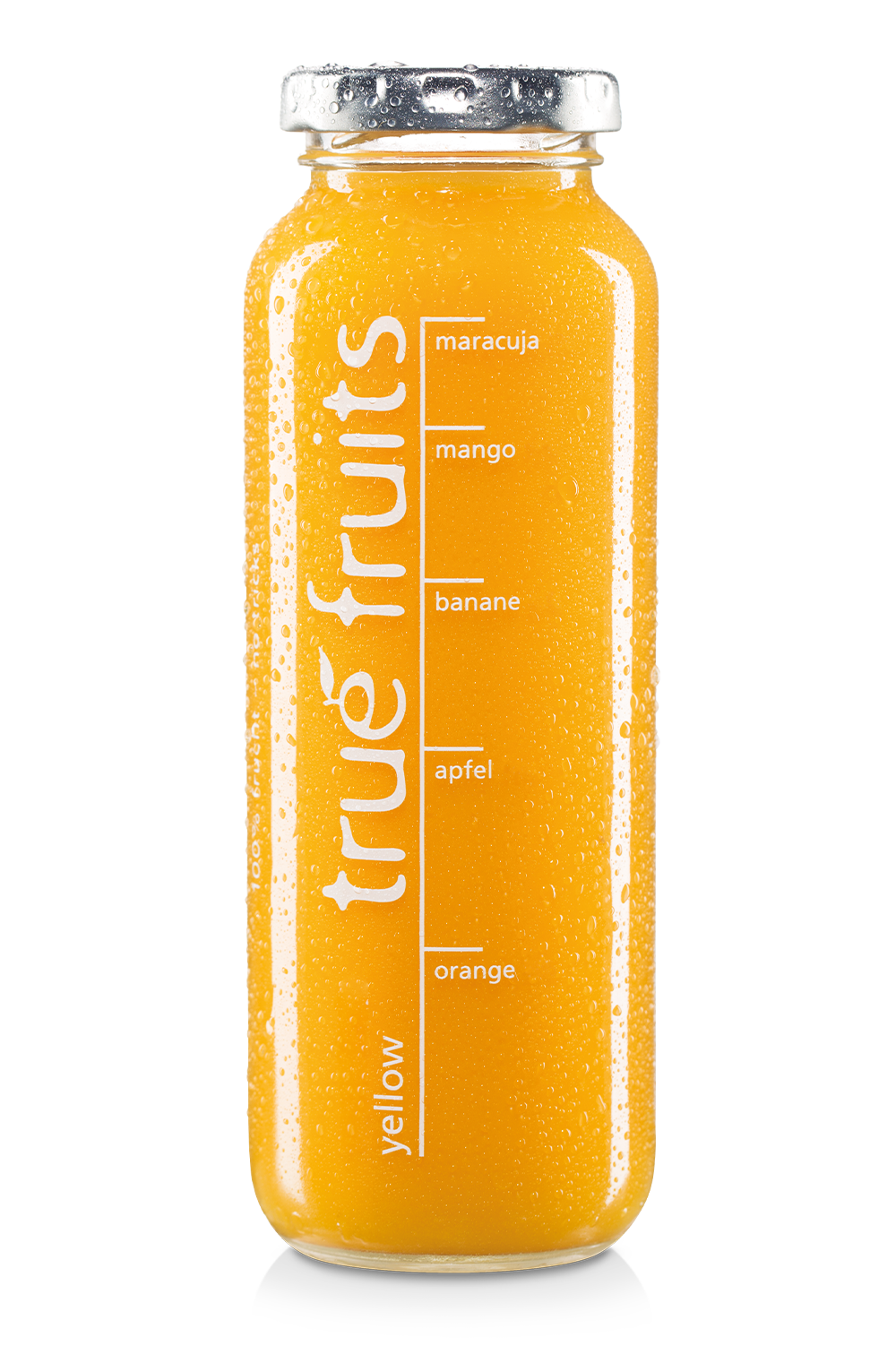
True-Fruits-Smoothie

2005 kamen die deutschen Studenten Nicolas Lecloux, Marco Knauf und Inga Koster während eines Auslandssemesters im schottischen Aberdeen mit Smoothies in Kontakt. Smoothies waren in Großbritannien beliebt, aber in Deutschland zu diesem Zeitpunkt noch weitestgehend unbekannt. Die drei Studenten starteten daraufhin an der Hochschule Bonn-Rhein-Sieg ein Forschungsprojekt zur Herstellung und dem Vertrieb von Smoothies auf dem deutschen Markt.
Nach der Entwicklung der ersten Smoothierezepte gelang es den Gründern, die Streker Natursaft GmbH aus Aspach in Baden-Württemberg für die Abfüllung zu gewinnen. Ein Bonner Unternehmer wurde auf sie aufmerksam, nachdem Koster, Knauf und Lecloux mit einem Business Plan, den sie im Rahmen ihrer Diplomarbeit entwickelten, den zweiten Platz bei einem Wettbewerb gewannen. Durch den Unternehmer, einen weiteren Investor sowie durch einen KfW-Kredit erhielten Koster, Knauf und Lecloux ein Gesamt-Startkapital von 250.000 Euro.
Daraufhin gründeten die drei im Juni 2006 die True Fruits GmbH. Im November desselben Jahres brachten sie vier Smoothies auf den Markt, sie galten damit als erster Smoothie-Anbieter in Deutschland. Seit 2007 werden die Smoothies auch in Österreich, Luxemburg und in der Schweiz verkauft. True Fruits entwickelte sich in Deutschland zu einem der Marktführer in ihrem Produktbereich, so ist True Fruits seit 2015 Marktführer in dem Supermarkt-Segment „Gekühlte Frucht“. Stand 2023 lag der Marktanteil von True Fruits bei Smoothies in Deutschland bei über 70 Prozent.
2018 übernahm die Eckes-Granini Group 35 % an True Fruits. In den Jahren 2020 bzw. 2021 expandierte das Unternehmen zusätzlich nach Spanien und Frankreich.
Das Unternehmen ist nach einer repräsentativen Umfrage des Hamburger Marktforschungsinstituts Splendid Research aus dem Jahr 2021 beim Imageranking auf Platz eins unter den Saftmarken. Als Begründung werden hier Attraktivität, Einzigartigkeit, das Engagement im Bereich Nachhaltigkeit und die Authentizität des Unternehmens angeführt. Zugleich habe laut Splendid die Marke „ein veritables Bekanntheitsproblem (...). Weshalb die Brand – trotz hervorragender Imagewerte – auch nicht im Ranking der 10 stärksten Saft-Marken auftaucht. Dieses wird von altbekannten Traditionsmarken dominiert.“

## Unternehmensstruktur
2022 erzielte True Fruits einen Umsatz von rund 62 Millionen Euro, eine Steigerung gegenüber dem Umsatz von 55 Millionen Euro aus dem Vorjahr. Die Gründer Marco Knauf, Inga Koster und Nicolas Lecloux bilden die Geschäftsführung von True Fruits und halten gemeinsam etwa 50 % des Unternehmens (Stand 2023). Das Unternehmen hat seinen Sitz in Bonn, im Jahr 2022 waren im Schnitt 35 Mitarbeiter direkt bei der True Fruits GmbH beschäftigt. Die Getränke werden extern bei der W. Streker Natursaft GmbH in Baden-Württemberg abgefüllt.

## Produkte
True Fruits vertreibt in Deutschland, Österreich, Luxemburg, Frankreich, Spanien sowie der Schweiz verschiedene Smoothiesorten, die jeweils mit wechselnden Flaschentexten versehen sind. Die Smoothies und Shots sind in Glasflaschen abgefüllt.
Seit 2014 bietet das Unternehmen auch einen Green Smoothie an, der nicht nur Fruchtpüree und Fruchtsaft, sondern auch püriertes Gemüse enthält. Im gleichen Jahr erweiterte das Unternehmen das Sortiment und brachte zu den Glasflaschen der Smoothies komplementäre Flaschenaufsätze in den Onlineshop, die das Umfunktionieren der Flaschen unter anderem in Gewürzmühlen, Aufbewahrungs- oder Sparflaschen ermöglichen.
Im Laufe der Jahre wurde dieses Sortiment um weitere Flaschenaufsätze erweitert. Seit 2016 bietet True Fruits zudem sieben der acht Smoothies nicht nur in der 250-ml-, sondern auch in der 750-ml-Größe an. Im Jahr 2020 wurden zwei verschiedene Ingwershots in der 99-ml-Größe auf den Markt gebracht. 2023 wurde das Sortiment um die Produkte „Smoothie violet“ und „Vitamin B Shot“ erweitert, 2024 folgte der „Elektrolyt Shot“.
Alle Produkte werden seit 2009 vegan produziert. Auf Stabilisatoren, Farbstoffe, Konservierungsstoffe oder zugesetzten Zucker verzichtet das Unternehmen.
True Fruits bietet zudem regelmäßig Sondereditionen an. Seit 2010 hat das Unternehmen rund 20 Limited Editions ihrer Smoothieflaschen herausgebracht, die ein spezielles Design aufweisen. Es gibt auch Limited Editions für die kleineren Shotflaschen und für die größeren Magnumflaschen mit drei Litern Fassungsvermögen. Neben den klassischen Limited Editions gibt es auch geschmackliche Limited Editions, die neben einem eigenen Design zusätzlich einen bestimmten Geschmack haben. Diese werden seit 2021 ebenfalls zum Teil in Kooperation mit anderen Marken realisiert, beispielsweise im Jahr 2022 Editionen mit Ahoj-Brause und Fisherman’s Friend. Auch in Spanien und Frankreich sind Limited Editions für die dortigen Märkte erschienen.
Zudem bietet True Fruits seit 2018 die sogenannten Saisonal Editions an, die hinsichtlich des Geschmacks meist an eine Jahreszeit gebunden sind.

## Kontroversen und Marketing
Das Unternehmen versucht sich seit vielen Jahren an provokanten Werbesujets, die in der Vergangenheit als rassistisch oder sexistisch kritisiert wurden. Humoristische oder kontroverse Werbeinhalte schaffen dabei mediale Aufmerksamkeit für das Unternehmen. Nicolas Lecloux, der Marketingchef von True Fruits, äußerte, man habe bei True Fruits verstanden, dass „Marketing Unterhaltung ist“. Die auffallende Marketingstrategie des Unternehmens war dabei häufiger Gegenstand medialer Berichterstattung.
Im August 2016 startete das Unternehmen eine deutschlandweite Plakatkampagne anlässlich neuer Säfte mit Chiasamen mit Sprüchen wie „Oralverzehr – Schneller kommst Du nicht zum Samengenuss“ oder „Bei Samenstau gut schütteln“. Unter anderem die Deutsche Bahn genehmigte vor dem Kampagnenstart lediglich den Abdruck eines Teils der Plakate. Die Kampagne wurde in der Presse diskutiert. Der nach Beschwerden eingeschaltete Deutsche Werberat entschloss sich, True Fruits nicht öffentlich zu rügen.
2017 wurden die Smoothieflaschen bei einer Plakatkampagne in Österreich mit Slogans wie „Noch mehr Flaschen aus dem Ausland“, „Eure Heimat braucht uns jetzt“ und „Bei uns kannst du kein braun wählen“ beworben. Hintergrund dieser Kampagne war laut True Fruits auf den Missstand der immer rigider werdenden Flüchtlingspolitik der damaligen österreichischen Regierung aufmerksam zu machen. Die Kampagne wurde in Medien und Fachzeitungen wegen den an rassistische Sprüche erinnernden Konnotationen der Slogans kontrovers diskutiert. Das Unternehmen erklärte dazu: „Wir sind diskriminierend gegenüber dummen Menschen, denn dumme Menschen schließt unsere Art der Kommunikation eindeutig aus.“
Im Vorfeld der Bundestagswahl 2021 bedruckte True Fruits einen Teil ihrer Smoothieflaschen mit den Namen der im Bundestag vertretenen Parteien sowie Auszügen aus deren jeweiligem Wahlprogramm. Ziel der Kampagne war es laut True Fruits auf die anstehende Bundestagswahl aufmerksam zu machen und die politischen Forderungen der Bundestagsparteien aufzuzeigen. Die Handelskette Edeka schickte die Flaschen, welche die AfD thematisierten, aus Protest zurück. True Fruits warf Edeka hingegen ein „peinliches Social Signaling“ vor, obwohl man die AfD selbst „auch scheiße“ finde. In den sozialen Medien stieß die Auslistung der Bundestagswahlflaschen seitens der Edeka „(…) auf ein gemischtes Echo“.
Im November 2024 brachte True Fruits in Deutschland, Österreich und der Schweiz Flaschen auf den Markt, auf welchen nach den seit Jahren vermissten Personen Inga Gehricke und Lars Mittank gesucht wurde. Ziel der mit den Familien der Vermissten abgestimmten Aktion war, für die beiden Fälle größere Aufmerksamkeit in der Bevölkerung zu erzielen.

## Auszeichnungen
- 2007: World Star Award der World Packaging Organisation[59]
- 2007: IF Design Award in der Kategorie Verpackung Glasflaschen[60]
- 2009: Red Dot Design Award für die Verpackung[61]
- 2009: Deutscher Gründerpreis in der Kategorie Startup-Unternehmen[62][63]
- 2011: Marken-Award der Zeitschrift Absatzwirtschaft des Deutschen Marketingverbandes für exzellente Leistungen in der Markenführung[64]
- 2012: InterBev Award (Lebensmittelpreis) in der Kategorie Best juice or juice-based drink[65]
- 2013: German Design Award in der Kategorie Communication Tools[66]
- 2013: Cannes Lion in Bronze[67]
- 2014: „Ludwig“-Preis als bestes mittelständisches Unternehmen im Bezirk der Industrie- und Handelskammer Bonn/Rhein-Sieg[68]
- 2014: Deutscher Verpackungspreis[69]
- 2015: German Design Award in der Kategorie Excellent Product Design – Kitchen[70]